# 星战小子
星战小子（Star Wars kid）指的是加拿大魁北克青年吉斯林·拉扎（Ghyslain Raza，1988年出生），他于2002年自拍的模仿《星球大战》舞棍视频被人放到了互联网上，后被广为下载。截止到2006年11月27日，该视频下载次数已经累计超过9亿次，成为互联网上下载次数最多的视频。

## 經歷

### 視頻爆紅
2002年11月4日，拉扎向同學借了8毫米攝像機与一盤錄像帶，于學校地下室錄製了他的視頻。視頻發佈時，拉扎15歲，其模仿視頻被同學發現後發佈，並且獲得大量網友訂閱与改編，如為視頻中所使用的棍加上亮光、插播《星球大戰》片段甚至配樂等。其中，當時正在製作星球大戰遊戲的烏鴉工作室美工布赖恩·杜比則將這段視頻經過潤色后做成了星球大戰前傳三的預告片。
視頻中拉扎肥胖的身材以及不標準的姿勢受到網友嘲笑，當時包括紐約時報、英國廣播公司在內的多家媒體均以戲謔的方式報道此事，拉扎的視頻更在電視劇《成長的障礙》中被喜劇演員惡搞。來自社會各界的壓力導致拉扎一度抑鬱，最終休學接受心理諮詢。此事從而引發了一場關於網絡隱私的辯論。

### 後續
對於同學上載其視頻的做法，拉扎表示不滿，並向同學索賠。
378名網友眾籌為拉扎購買了一個30G的iPod以及價值2600多美元的購物券表示歉意，並給拉扎發送慰問留言。
2003年7月，星戰小子的粉絲發起請願，希望拉扎能獲得《星戰前傳三》的演出機會，但受到拉扎的拒絕，他表示自己並不想進入娛樂圈。2006年7月，拉扎与同學之間的案件達成庭外和解。
20歲後，拉扎就職於蒙特利尔的麦克吉尔大学法学院，並在後來被任命为法国-加拿大保护协会Patrimoine Trois-Rivieres的主席。

## 外部鏈接
- YouTube上星戰小子的視頻 （页面存档备份，存于）